# Symone Sanders
Symone D. Sanders (née vers 1989) est une femme politique américaine.
Elle a été l'attachée de presse nationale de Bernie Sanders lors de sa campagne présidentielle de 2016. En juin 2016, elle quitte ce poste. En octobre de la même année, elle est engagée comme conseillère stratégique par le Parti démocrate et comme commentatrice politique par la chaîne de télévision CNN. En avril 2019, elle rejoint la campagne présidentielle de 2020 de Joe Biden en tant que conseillère,. Après la victoire de Biden, elle est nommée porte-parole en chef et conseillère de la vice-présidente Kamala Harris.

## Biographie

### Jeunesse et formation
Symone Sanders a grandi à North Omaha au Nebraska. Son père, Daniel Sanders, est retraité du US Army Corps of Engineers. Sa mère, Terri Sanders, est l'ancienne rédactrice en chef du journal Omaha Star et l'ancienne directrice générale du Great Plains Black History Museum.
Elle est élève de la Duchesne Academy of the Sacred Heart du Nebraska. Enfant, elle voulait animer sa propre émission de télévision. Elle s'amuse à jouer le rôle de Donna Burns, une animatrice de télévision imaginaire.
Elle commence à travailler chez Time Out Foods à Omaha, un restaurant appartenant à des membres de la communauté noire. Elle est diplômée de la Mercy High School.
Elle étudie à l'université Creighton, où elle obtient un bachelor en administration des affaires. Pendant ses études universitaires, elle effectue un stage dans un cabinet d'avocats, ce qui lui fait réaliser qu'elle ne souhaite pas travailler dans le domaine du droit.

### Carrière politique
Symone Sanders travaille dans le département des communications du maire d'Omaha Jim Suttle et est directrice adjoint des communications pour le candidat démocrate au poste de gouverneur Chuck Hassebrook en 2014,. Il n'est pas élu.
Elle rejoint la campagne présidentielle de Bernie Sanders en août 2015 en tant qu'attachée de presse nationale (elle n'a pas de lien de parenté avec lui). En décembre, le magazine Fusion la classe dans une liste des « 30 femmes de moins de 30 ans qui marqueraient l'élection de 2016 ». Bernie Sanders échoue à obtenir la nomination démocrate et c'est Hillary Clinton qui est désignée.
En juin 2016, elle quitte la campagne. Elle rejoint alors CNN en tant que consultante. La même année, elle est citée dans la liste des « 16 jeunes Américains qui marqueraient l'élection de 2016 » établie par le magazine Rolling Stone.
Elle rejoint en 2019 la campagne présidentielle de l'ancien vice-président Joe Biden,. En 2020, elle publie un livre, No, You Shut Up. Joe Biden est élu face au président sortant Donald Trump. Le 29 novembre 2020, Symone Sanders est nommée porte-parole en chef et conseillère principale de la vice-présidente élue Kamala Harris. Le 1er décembre 2021, son départ est annoncé par Politico.

## Vie privée
Elle est en couple avec Shawn Townsend. Ils vivent dans le quartier Southwest Waterfront de Washington, DC.

## Ouvrage
- No, You Shut Up: Speaking Truth to Power and Reclaiming America, New York, Harper, 2020,  (ISBN 0062942689).